# Женско
Женско (на гръцки: Παλαιό Γυναικόκαστρο, Палео Гинекокастро, катаревуса: Παλαιόν Γυναικόκαστρον, Палеон Гинекокастрон, до 1926 година Αβρέτ Ισσάρ, Аврет Исар) е село в Егейска Македония, Гърция, дем Кукуш (Килкис) на административната област Централна Македония. Селото има население от 382 души (2001).

## История

### Античност и Средновековие
Женско е селище с древна история. В землището на селото са открити археологически останки от Античността и Средновековието. В 1355 – 1371 година Женско е главна крепост в княжеството на Богдан в Егейска Македония. В началото на 1913 година Богдан Филов посещава селото и оставя интересни бележки за местната крепост: 
| „ | След това се качихме на калето, което се намира на един стръмен скалист връх на югозапад от селото. Запазени са още доста остатъци от стените и най-високата кула. Стените са градени от ломени камъни и хоросан без керемиди. На някои, вероятно по-късни места има и парчета от тухли и керемиди. Кулата има пластове от тухли в 4 реда. Най-долният и етаж е бил засводен. Личи добре старият път, който е водел в калето. Стената край него има на вътрешната си стена слепи арки. На върха има много дълбок (около 20 метра) кладенец, а под калето има „змияна дупка“: естествена триъгълна, много дълбока хоризонтална дупка между скалите. В подножието на калето на западната страна се е намирал некрополът: тук са били открити много гробове с разни старини. | “ |

### В Османската империя
През XV – XVII век Аврет хисар е център на вилает. В османски данъчни регистри на немюсюлманското население от 1619 – 1620 година е отбелязано, че Аврет хисаръ̀ има 79 джизие ханета (домакинства). През XVII – XVIII век в Аврет хисар се провежда ежегоден панаир, който в края на XVIII век е преместен в Кукуш.
В съдебен процес от 1724 година, в който се разглежда оплакване на жителите на Авретхисарска каза срещу злоупотреби от страна на аяни при събирането на данъци, „град Авретхисар“ е представляван от своя кмет или пълномощник Тодори, син на Станчо.
През XIX век и началото на XX век Женско е малко селище със смесено население, числящо се към Кукушката (Аврет Хисарската) кааза. В „Етнография на вилаетите Адрианопол, Монастир и Салоника“, издадена в Константинопол в 1878 година и отразяваща статистиката на населението от 1873 година, Женско е посочено като село с 55 домакинства с 239 жители българи и 27 турци.
Васил Кънчов посещава Женско през 1893 година, на Велики петък, като спира в селото на път от Солун за Дойран. Тогава селото има 45 български и 12 турски къщи. В него има една малка джамия. Селската църква тогава е новоизградена, като е построена на мястото на старата църква, която е била разрушена. Тя се намира до селската река, в полите на хълма на който се намира крепостта. Българското училище е затворено, тъй като населението обеднява от сушата през предходната 1892 година. Селяните българи расказват на Кънчов, че въпреки че селото отдавна е под ведомството на Българската екзархия и старият поп е служил на български език в църквата, след като той починал, от Кукуш им изпроводили един старец, който знаел да служи само на гръцки. Един младеж между селяните, когото Кънчев нарича единствения грамотен в селото, възразява: „Съвсѣмъ сме диви останѫли!“. Селото е чифлик на един бей, арнаутин по произход, който не идва в селото, а има наместник, който притеснява селяните по сякакъв начин, за от тяхния пот да може да си приготви добро състояние. Тези селяни му описват положението си така:
| „ | Нашата земя, господине, каза ми единъ отъ селянитѣ, е много харна. Каквото хвърлишъ въ неѭ, се́ става. И жито, и ечимикъ, и памукъ и сусамъ — сичко дава Господь, ама ние сме си сѐ сиромаси; работимъ за другиго. Единъ черекъ ако ни остаяше отъ берекета, не щѣхме да сме такива голи! Сичко отива въ чуждо гърло! | “ |

Кънчев се интересува за крепостта над селото и попитва селяните какво знаят за нея. Един от тях му отговаря с тази легенда:
| „ | Тукъ е било едно врѣме голѣмъ градъ. Онъ е повелявалъ на цѣлата Кукушка кааза, за това и сега цѣлата кааза се казва Женско. Горѣ е било кале. Тамъ е седѣла кралица, кога сѫ дошли турцитѣ, и много врѣме е ставало бой, додѣ турцитѣ да го прѣземѫтъ. Отъ това името на нашето село е останѫло Женско. | “ |

Според статистиката на Кънчов от 1900 година селото брои 245 жители, от които 200 българи християни и 45 турци. Пак според Кънчов в по-старо време село Женско, наричано от турците Аврет Хисар, тоест „Женска крепост“, е било административен център на каазата, заради което в официалните турски документи тя носи това име.
По данни на секретаря на екзархията Димитър Мишев в 1905 година в селото има 320 българи екзархисти и в селото функционира българско училище.
По време на Хуриета през първата половина на 1909 година в селото е основано бюро (клон) на Съюза на българските конституционни клубове.
При избухването на Балканската война в 1912 година 15 души от Женско са доброволци в Македоно-одринското опълчение.

### В Гърция
Селото остава в Гърция след Междусъюзническата война. В 1926 година Женско е прекръстено на Гинекокастрон – превод на турското име женска крепост. Българското население се изселва в България и Сърбия. През 20-те години на негово място са заселени гърци бежанци от Турция. В 1928 година е изцяло бежанско селище със 111 бежански семейства с 352 души.

## Личности
Родени в Женско
- Атанас (Насо) Христов Гърков (около 1874 – ?) — македоно-одрински опълченец; земеделец; завършил III отделение; чета на Иван Ташев, 1-ва рота на 15-а щипска дружина; служи до края на Междусъюзническата война[19]
- Божин Атанасов (около 1884 – ?) — македоно-одрински опълченец; земеделец; неграмотен; Кукушка чета, 15-а щипска дружина, Сборна партизанска рота на МОО; служи до края на Междусъюзническата война[20]
- Божин Кръстев (Кръстов) Делев (около 1884 – ?) — македоно-одрински опълченец; земеделец; неграмотен; Кукушка чета, 15-а щипска дружина; мобилизиран на 3 март 1913 година, служи до края на Междусъюзническата война[21]
- Георги (Георге) Христов Зефиров (около 1879/1882 – ?) — македоно-одрински опълченец; земеделец; неграмотен; Кукушка чета, 1-ва рота на 15-а щипска дружина; служи до края на Междусъюзническата война[22]
- Дино (Димо) Янов (около 1882 – ?) — македоно-одрински опълченец; земеделец; неграмотен; Кукушка чета, 1-ва рота на 15-а щипска дружина, Сборна партизанска рота на МОО; служи до края на Междусъюзническата война[23]
- Иван (Вано) Данаилов Димов (около 1886 – 6 февруари 1966, Сандански) — македоно-одрински опълченец; земеделец; неграмотен; Кукушка чета, 15-а щипска дружина, Сборна партизанска рота на МОО; служи до края на Междусъюзническата война[24]
- Илия Атанасов, български революционер, четник на Кръсто Лазаров в 1914 година[25]
- Кольо Христов (около 1874 – ?) — македоно-одрински опълченец; земеделец; завършил II отделение; Кукушка чета[26]
- Кръстю (Кръсте, Кръстьо) Митов (Мицев, Мицов) (около 1892 – ?) — македоно-одрински опълченец; работник; 4-та рота на 3-та солунска дружина; мобилизиран на 17 септември 1912 година, ранен в Междусъюзническата война на 22 юни 1913 година[27]
- Лазар Стоилов (? – 1912) — македоно-одрински опълченец; чета на Гоце Междуречки, загинал на 20 октомври 1912 година[28]
- Мито Танчев Кьосев (около 1884 – ?) — македоно-одрински опълченец; земеделец; завършил III отделение; Кукушка чета, 1-ва рота на 15-а щипска дружина; служи до края на Междусъюзническата война[29]
- П. Индов — македоно-одрински опълченец; Сборна партизанска рота на МОО; мобилизиран на 20 май 1913 година, служи до края на Междусъюзническата война[30]
- Тоше (Туши) Танчов (около 1892 – ?) — македоно-одрински опълченец; земеделец; неграмотен; 1-ва рота на 3-та солунска дружина; мобилизиран на 17 септември 1912 година, ранен в Междусъюзническата война на 18 юли 1913 година[31]
- Трайко Димов (Динов) (около 1880 – ?) — македоно-одрински опълченец; земеделец; неграмотен; Кукушка чета, 15-а щипска дружина; освободен от медицинска комисия на 7 март 1913 година[32]
- Христо (Ичо) Атанасов (около 1881 – ? — македоно-одрински опълченец; земеделец; неграмотен; Кукушка чета[33]
- Христо Янкулов Патриков (около 1884 – ?) — македоно-одрински опълченец; Кукушка чета, 1-ва рота на 15-а щипска дружина[34]